# 8171 Stauffenberg
8171 Stauffenberg è un asteroide della fascia principale. Scoperto nel 1991, presenta un'orbita caratterizzata da un semiasse maggiore pari a 3,0608141 UA e da un'eccentricità di 0,0679022, inclinata di 9,03870° rispetto all'eclittica.
La denominazione è stata data, su proposta di uno degli scopritori, F. Borngen, in onore del conte tedesco Claus Graf Schenk von Stauffenberg (1907-1944), facente parte di una cospirazione per la destituzione del regime nel 1944, e in seguito giustiziato.